# 井上弘一
井上 弘一（いのうえ ひろかず、1945年 - ）は、日本の遺伝学の研究者である。埼玉大学名誉教授。専門分野は微生物遺伝学。アカパンカビにおけるDNA修復機構の解明と、その突然変異生成への関わりについて研究している。また、ポストゲノムの研究として遺伝子ターゲッティング法を成功させた。徳島県吉野川市鴨島町出身。

## 略歴
- 1963年　徳島県立川島高等学校卒業
- 1968年　東京大学理学部卒業
- 1970年　東京大学大学院理学研究科修士課程修了
- 1974年　東京大学大学院理学研究科博士課程修了、理学博士[1]。
- 1974年〜1978年　米国 National Institute of Environmental Health Sciences (NIEHS)
- 1978年　埼玉大学理学部講師
- 1979年　埼玉大学理学部助教授
- 1995年　埼玉大学理学部教授

## 受賞歴
- 2009年　メッツェンバーグ賞

## 論文
- 「アカパンカビの温度感受性突然変異体における高分子合成と分生子発芽」（井上弘一・ 石川辰夫）, 遺伝学雑誌 45, 357-369, 1970
- 「アカパンカビのペプチド伸長因子EF-1αをコードする遺伝子tef-1のクローニングとその発現」（一石昭彦・井上弘一）, 遺伝学雑誌 70 273-287, 1995
- 「カビの効率的遺伝子ターゲットのための宿主」 , Bioscience & industry 63(7), 463-466, 2005
- 「アカパンカビにおける効率的遺伝子ターゲット法の確立;  KU遺伝子の破壊により遺伝子ターゲット効率が100%に」（井上弘一・鈴木啓一郎）, 化学と生物 43(12), 768-770, 2005
- 「アカパンカビRecQホモログ変異株のゲノム不安定牲に関する解析」（加藤晃弘・井上弘一）, Genetics 172, 113-125, 2006
- 「糸状菌における遺伝子ターゲッティング法の確立」 , 生物の科学『遺伝』 別冊 (21), 296-298, 2007
- 「DNA二本鎖切断修復と遺伝子ターゲッティング」 , MaＬS FORUM (7), 3-7, 2009
- ”Exploring the processes of DNA repair and homologous integration in Neurospora" (井上弘一）、Mutation Research 728, 1-11, 2011